# Balancán
Balancán är en kommun i Mexiko.   Den ligger i delstaten Tabasco, i den sydöstra delen av landet, 800 km öster om huvudstaden Mexico City. Arean är 3 626 kvadratkilometer.
Terrängen i Balancán är platt åt nordost, men åt sydväst är den kuperad.
Följande samhällen finns i Balancán:
- Balancán de Domínguez
- El Triunfo
- Capitán Felipe Castellanos Díaz
- General Luis Felipe Domínguez Suárez
- Missicab
- Quetzalcóatl
- Paraíso
- Francisco Villa
- Tarimas
- Ingeniero Mario Calcáneo Sánchez
- Miguel Hidalgo y Costilla
- Agricultores del Norte 1ra. Sección
- Plan de Guadalupe Sección Central
- Último Esfuerzo
- Asunción
- Cibal de la Gloria
- Caudillos del Sur
- Campo Alto
- Emiliano Zapata Salazar
- Laguna Colorada
- Pan Duro
- Isla Sebastopol
- El Faustino
- El Mical